# خانم دکتر رفته پیش جناب سرهنگ!
خانم دکتر رفته پیش جناب سرهنگ! (انگلیسی: La dottoressa ci sta col colonnello) یک کمدی سکسی سبک ایتالیایی به کارگردانی میکله ماسیمو تارنتینی است که در سال ۱۹۸۰ منتشر شد.
این فیلم از سری‌فیلم‌های «خانم دکتر» است که به‌واسطهٔ ادویژ فنش بر سر زبان‌ها افتاد.

## بازیگران
- نادیا کاسینی
- لینو بانفی
- آلوارو ویتالی
- مالیسا لونگو
- انتسو آندرونیکو
- دینو کاسیو
- برونو مینیتی
- لوچو مونتانارو
- توماس رودی